# Castell de la Torre d'Elna
El Castell de la Torre d'Elna era un castell medieval d'estil romànic del segle x situat en el poble de la Torre d'Elna, a la comarca del Rosselló (Catalunya del Nord).
Bé que el topònim de la Torre data del 938 (villa Torre), en una donació del 1138 ja és esmentat com a castrum de Turri Elnensis, sota domini dels bisbes d'Elna.
Romanen molt poques restes del castell de la Torre d'Elna, per la qual cosa es pot donar per desaparegut.